# Уткин, Евгений Алексеевич
Евге́ний Алексе́евич У́ткин (23 января 1939 — 17 января 2019) — российский дипломат.

## Биография
Окончил Московский государственный институт международных отношений (МГИМО) МИД СССР (1962).
С 6 февраля 1996 по 6 мая 2000 года — чрезвычайный и полномочный посол Российской Федерации в Камеруне и в Экваториальной Гвинее по совместительству.
Скончался 17 января 2019 года. Похоронен на Ваганьковском кладбище в Москве.

## Дипломатический ранг
- Чрезвычайный и полномочный посланник 2 класса (17 сентября 1993)[3].
- Чрезвычайный и полномочный посланник 1 класса (18 июля 1995)[4].

## Семья
Женат, имеет сына.